# Liste de vélodromes disparus en France
La liste de vélodromes disparus en France recense les vélodromes, surfaces aménagées circulaires ou ovales destinées au cyclisme sur piste, détruits ou désaffectés, en France. Parmi eux se trouvaient le parc des Princes à Paris et le vélodrome du stade de Gerland à Lyon qui développaient 666 m.

## Liste

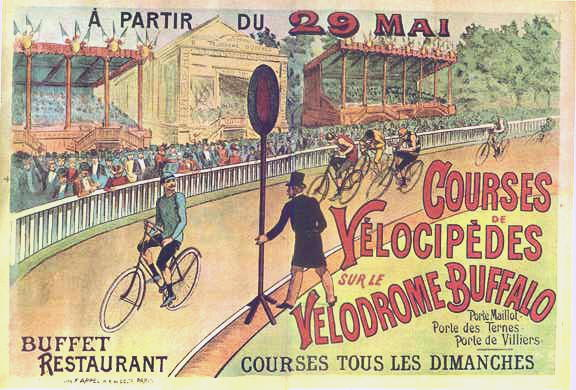
Annonce de compétition au vélodrome Buffalo

| Nom                                                    | Commune                | Département          | Ouverture          | Démolition              | Géolocalisation                    | Revêtement                       | Piste (longueur, largeur, inclinaison virages, emplacement) | Événements |
| ------------------------------------------------------ | ---------------------- | -------------------- | ------------------ | ----------------------- | ---------------------------------- | -------------------------------- | ----------------------------------------------------------- | --- |
|                                                        | Agen                   | Lot-et-Garonne       | 1894               |                         |                                    | ciment                           | 333 m                                                       | |
|                                                        | Aire-sur-la-Lys        | Pas-de-Calais        |                    | Seconde Guerre mondiale |                                    | terre battue                     | 450 m                                                       | |
|                                                        | Aix-les-Bains          | Savoie               | 1895               |                         |                                    | ciment                           | 400 m                                                       | |
| Vélodrome des Alliers                                  | Angoulême              | Charente             | 1895               | fermé en 2017           |                                    | ciment                           | 333 m                                                       | |
| Vélodrome de la Croix-de-Berny                         | Antony                 | Hauts-de-Seine       | 29 mai 1938        | 1994                    | 48° 46′ 02″ N, 2° 18′ 44″ E        | ciment                           | 333,33 m ; virages à 37°                                    | propriété de la Régie autonome des transports parisiens |
| Stade vélodrome d'Arcachon                             | Arcachon               | Gironde              | 1894               | désaffecté              | 44° 39′ 19″ N, 1° 09′ 25″ O        | ciment                           | 402 m                                                       | |
|                                                        | Arles                  | Bouches-du-Rhône     | 1893               |                         |                                    | ciment                           | 333 m                                                       | |
| Vélodrome Rosat                                        | Arras                  | Pas-de-Calais        | 1893               | Seconde Guerre mondiale |                                    | bois                             | 250 m                                                       | |
| Vélodrome Jean-Alric                                   | Aurillac               | Cantal               |                    | 2013                    | 44° 55′ 29″ N, 2° 25′ 45″ E        | ciment rose                      | 550 m ; 7 m                                                 | 13e étape du Tour de France 1959, 13e étape du Tour de France 1963, 16e étape du Tour de France 1968 |
| Vélodrome des Glacis,                                  | Bayonne                | Pyrénées-Atlantiques | 1895               |                         |                                    | mâchefer                         | 325 m                                                       | |
| Piste Saint-Léon                                       | Bayonne                | Pyrénées-Atlantiques | 1935               | 2003                    |                                    |                                  | 500 m                                                       | 8 étapes du Tour de France entre 1938 et 1968 Fermeture au début des années 1980 |
|                                                        | Besançon               | Doubs                | 1894               | 1936                    | 47° 14′ 26″ N, 6° 00′ 12″ E        | terre battue                     | 333 m                                                       | |
| Vélodrome du stade Léo-Lagrange                        | Besançon               | Doubs                | 1936               | 2002                    | 47° 14′ 26″ N, 6° 00′ 12″ E        | ciment recouvert de résine rose  | 453,89 m ; 7 m                                              | étapes des Tours de France 1947 et 1958 ; championnats du monde 1980 |
| Vélodrome du stade de Blois-Vienne                     | Saint-Gervais-la-Forêt | Loir-et-Cher         |                    |                         | 47° 34′ 45″ N, 1° 21′ 05″ E        | béton                            | 285 m ; 6 m                                                 | |
| Vélodrome de Mondésir-Bordeaux                         | Bordeaux               | Gironde              | 1895               | 1897                    |                                    | ciment                           | 402 m                                                       | |
| Vélodrome du Parc                                      | Bordeaux (Cauderan)    | Gironde              | 1894               | 1924                    |                                    | ciment                           | 402 m                                                       | Grand Prix de Bordeaux |
| Vélodrome du Parc Lescure                              | Bordeaux               | Gironde              | 1925               | 1986                    | 44° 49′ 33″ N, 0° 35′ 55″ O        | ciment                           | 500 m ; 6 m                                                 | championnats de France de cyclisme junior 1980 Grand Prix de Bordeaux |
| Vélodrome Tivoli                                       | Bourges                | Cher                 | 1912               | années 2000             |                                    |                                  |                                                             | arrivées de Paris-Bourges |
| Vélodrome de Brest                                     | Brest                  | Finistère            | 1895               |                         |                                    | mâchefer                         | 325 m                                                       | |
| Vélodrome Victor-Hugo                                  | Calais                 | Pas-de-Calais        | 1893               |                         |                                    | mâchefer                         | 326 m                                                       | |
| Vélodrome de Civry                                     | Calais                 | Pas-de-Calais        | 1895               |                         |                                    | graviers                         | 333 m                                                       | |
| Vélodrome de Cambrai                                   | Cambrai                | Nord                 |                    | Seconde Guerre mondiale |                                    | terre battue                     | 350 m                                                       | |
| Vélodrome de la Pépinière,                             | Carcassonne            | Aude                 | 1920               | 2002                    | 43° 12′ 51″ N, 2° 21′ 52″ E        | ciment                           | x m                                                         | |
| Vélodrome de Charleville                               | Charleville            | Ardennes             | 1894               |                         |                                    | ciment                           | 333 m                                                       | |
| Vélodrome de Chemillé                                  | Chemillé               | Maine-et-Loire       |                    | vers 1976               |                                    | ciment                           | 333 m                                                       | |
| Vélodrome de Champagne-sur-Seine                       | Champagne-sur-Seine    | Seine-et-Marne       | 1926               |                         |                                    | ciment                           |                                                             | |
| Vélodrome de Choisy-le-Roi                             | Choisy-le-Roi          | Val-de-Marne         | 1893               |                         |                                    | ciment                           | 200 m                                                       | |
| Vélodrome Philippe-Marcombes                           | Clermont-Ferrand       | Puy-de-Dôme          | 1925               | 2018                    |                                    | ciment                           | 500 m                                                       | 9e étape du Tour de France 1951 |
| Vélodrome de Cognac                                    | Cognac                 | Charente             | 1895               |                         |                                    | ciment                           | 416 m                                                       | |
| Vélodrome de Compiègne                                 | Compiègne              | Oise                 | 1894               |                         |                                    | ciment                           | 333 m                                                       | |
| Vélodrome Roger-Salengro                               | Creil                  | Oise                 | 1934               | 2014                    |                                    | ciment                           | 333 m                                                       | Tour de l'Oise |
| Vélodrome de Montporcher                               | Le Creusot             | Saône-et-Loire       | 1890               | 1949                    | 46° 47′ 53″ N, 4° 24′ 39″ E        | terre battue puis bitume en 1922 | 333 m                                                       | Alcide Rousseau y a battu 7 records du monde en 1922-23 |
| Vélodrome Montporcher                                  | Le Creusot             | Saône-et-Loire       | 1949               | 1963                    | idem                               | ciment                           | 460 m                                                       | Piste d'athlétisme (400 m) à l'intérieur |
| Vélodrome roubaisien                                   | Croix                  | Nord                 | 1895               | 1924                    | 50° 39′ 53″ N, 3° 09′ 14″ E        | ciment                           | 333 m                                                       | Arrivée Paris-Roubaix de1896 à 1914 |
| Vélodrome de Cuyès,                                    | Dax                    | Landes               | 27 septembre 1885  | ~1958                   |                                    | terre, puis ciment               | 400 m, puis 250 m                                           | 12e étape du Tour de France 1951 |
| Vélodrome d'Évreux                                     | Évreux                 | Eure                 | 1895               |                         |                                    | ciment                           | 333 m                                                       | |
| Vélodrome de Grande-Synthe,                            | Grande-Synthe          | Nord                 | 1980               | 2017                    | 51° 00′ 14″ N, 2° 16′ 59″ E        | ciment                           | 333,33 m ; 37°                                              | |
| Vélodrome du stade Charles-Berty                       | Grenoble               | Isère                | juillet 1936       | 2003                    |                                    | ciment                           | 454,54 m ; 6 m                                              | Arrivée de la 7e étape du Tour de France 1936 |
| Vélodrome Joseph-Haugomat,                             | Guémené-Penfao         | Loire-Atlantique     | 1923               | 2011                    |                                    | terre battue puis ciment         | 333,33 m                                                    | |
| Vélodrome de Hesdin                                    | Hesdin                 | Pas-de-Calais        |                    | Seconde Guerre mondiale |                                    | terre battue                     | 350 m                                                       | |
| Vélodrome de Jarnac                                    | Jarnac                 | Charente             | 1894               |                         |                                    | ciment                           | 304 m                                                       | |
| Vélodrome Maurice-Garin                                | Lens                   | Pas-de-Calais        | 1933               | 2010                    |                                    | ciment                           | 341 m ; 6,20 m ; 20 %                                       | |
| Vélodrome de Libourne                                  | Libourne               | Gironde              | 1895               | 1900                    |                                    | ciment                           | 333,33 m                                                    | |
| Vélodrome de Lille                                     | Lille                  | Nord                 | 1894               |                         |                                    | ciment                           | 400 m                                                       | |
| Vélodrome du parc du Brûle                             | Lillers                | Pas-de-Calais        | 1923               |                         |                                    | termacadam                       | 457,3 m                                                     | |
| Vélodrome André-Raynaud (ou Vélodrome du Grand-Treuil) | Limoges                | Haute-Vienne         | 1903               | 1972                    |                                    | ciment                           | x m                                                         | |
| Vélodrome de Lons-le-Saunier                           | Lons-le-Saunier        | Jura                 | 1895               |                         |                                    | aggloméré                        | 400 m                                                       | arrivée de la 18e étape du Tour de France 1963 |
| Vélodrome de parc des sports                           | Lorient                | Morbihan             | 1924               | 1959                    |                                    |                                  | x m                                                         | |
| Vélodrome du stade du Moustoir                         | Lorient                | Morbihan             | 1959               | 1997                    | 47° 44′ 44″ N, 3° 22′ 09″ O        |                                  | x m                                                         | |
| Vélodrome Henri-Caresmel,                              | Loudéac                | Côtes-d'Armor        | 1946               | 2023                    | 48° 11′ 09″ nord, 2° 46′ 04″ ouest | bitume                           | 303 m ; 6 m ; extérieure                                    | |
| Vélodrome Eugène-Beaussire                             | Luçon                  | Vendée               |                    |                         |                                    | enrobé                           | 360 m ; 8 m                                                 | |
| Vélodrome René-Laroche                                 | Lunéville              | Meurthe-et-Moselle   |                    |                         |                                    | béton                            | 500 m ; 6,25 m                                              | |
| Vélodrome du stade de Gerland                          | Lyon                   | Rhône                | 1926               | années 1960             | 45° 43′ 13″ N, 4° 49′ 57″ E        |                                  | 666 m ; x m                                                 | |
| Vélodrome de Genas                                     | Genas                  | Rhône                | 1894               |                         |                                    | bois                             | 400 m ; x m                                                 | |
| Vélodrome Charles-Charriau                             | Marans                 | Charente-Maritime    | années 1920        |                         |                                    |                                  | 250 m ; x m                                                 | |
| Vélodrome du Croisé-Laroche                            | Marcq-en-Barœul        | Nord                 | entre-deux-guerres | Seconde Guerre mondiale |                                    | bois                             | 250 m ; x m                                                 | |
| Vélodrome Jean-Bouin                                   | Marseille              | Bouches-du-Rhône     | 1894               |                         |                                    | bois                             | 400 m ; x m                                                 | |
| Stade Vélodrome                                        | Marseille              | Bouches-du-Rhône     | 1937               | 1985                    |                                    |                                  | x m ; x m                                                   | |
| Vélodrome du stade Sapiac                              | Montauban              | Tarn-et-Garonne      | 1907               | juin 2024               |                                    | ciment recouvert de synthétique  | 413,33 m ; 7,2 m                                            | chpt France 1973 - 1978 |
| Vélodrome Jean-Loustau,                                | Mont-de-Marsan         | Landes               | juin 1971          | janvier 2017            |                                    | asphalte                         | 375 m ; 5 m                                                 | |
| Vélodrome de Longchamps                                | Nantes                 | Loire-Atlantique     | 1897               | ?                       | 47° 14′ 20″ N, 1° 34′ 24″ O        | ciment                           | 400 m ; x m                                                 | 5e étape du Tour de France 1903 |
| Vélodrome de Nantua                                    | Nantua                 | Ain                  | 1894               |                         |                                    | graviers sablés                  | 333 m ; x m                                                 | |
| Vélodrome Georges-Paillard,                            | Noyant-la-Gravoyère    | Maine-et-Loire       | 1936 ; 1952        |                         |                                    | terre, puis ciment               | x m ; x m                                                   | |
| Vélodrome du Pont-de-Magnan                            | Nice                   | Alpes-Maritimes      | 1920               |                         |                                    |                                  | x m ; x m                                                   | |
| Vélodrome Pasteur                                      | Nice                   | Alpes-Maritimes      | 1927               | années 1960             |                                    |                                  | x m ; x m                                                   | Six Jours de Nice 1928 |
| Vélodrome du Quai-du-Roi                               | Orléans                | Loiret               | 1922               | 1933                    |                                    |                                  | x m ; x m                                                   | |
| Vélodrome Buffalo                                      | Neuilly-sur-Seine      |                      | 1893               | [[]]                    |                                    | ciment                           | 333 m ; x m                                                 | |
| Stade vélodrome du Parc des Princes (1)                | Paris                  |                      | 18 juillet 1897    | 1932                    | 48° 50′ 17″ N, 2° 15′ 11″ E        |                                  | 666,66 m ; x m                                              | |
| Stade vélodrome du Parc des Princes (2)                | Paris                  |                      | avril 1932         | 1967                    | 48° 50′ 17″ N, 2° 15′ 11″ E        | ciment rose                      | 454 m ; x m                                                 | |
| Vélodrome de Vaugirard                                 | Paris                  |                      | [[]]               | [[]]                    |                                    |                                  | x m ; x m                                                   | |
| Vélodrome de la Seine                                  | Levallois              |                      | 1894               | [[]]                    |                                    | Pavé en bois                     | 500 m ; x m                                                 | |
| Vélodrome de Paris-Est                                 | Paris                  |                      | 1894               | [[]]                    |                                    | ciment                           | 333 m ; x m                                                 | |
| Vélodrome de Clignancourt                              | Paris                  |                      | 1894               | [[]]                    |                                    | ciment                           | 200 m ; x m                                                 | |
| Vélodrome des Arts-Libéraux                            | Paris                  |                      | 1893               | [[]]                    |                                    | couvert, bois                    | 333 m ; x m                                                 | |
| Vélodrome Bessonneau de l’INS                          | Paris                  |                      | [[]]               | 1967                    |                                    | bois                             | 133,33 m ; x m                                              | |
| Vel d’hiv (1)                                          | Paris                  |                      | 1903               | [[]]                    | 48° 51′ 02″ N, 2° 17′ 20″ E        | bois                             | 333 m ; 8 m                                                 | |
| Vel d’hiv (2)                                          | Paris                  |                      | 13 février 1910    | 1959                    | 48° 51′ 02″ N, 2° 17′ 20″ E        |                                  | 250 m ; x m                                                 | Six Jours de Paris |
| Vélodrome du Palais omnisports de Paris-Bercy,         | Paris                  |                      | 1984               | [[]]                    | 48° 50′ 07″ N, 2° 22′ 43″ E        | couverte en bois de Doussié      | 250 m ; 4,5 m                                               | |
| Vélodrome de Pau                                       | Pau                    | Pyrénées-Atlantiques | 1894               | [[]]                    |                                    | macadam                          | 333 m ; x m                                                 | |
| Vélodrome de la Haubette                               | Tinqueux               | Marne                | 17 mai 1893        | 1934 ?                  | 49° 14′ 42″ N, 3° 59′ 51″ E        | ciment                           | 333 m ; x m                                                 | Grand Prix de Reims (1897-1935) |

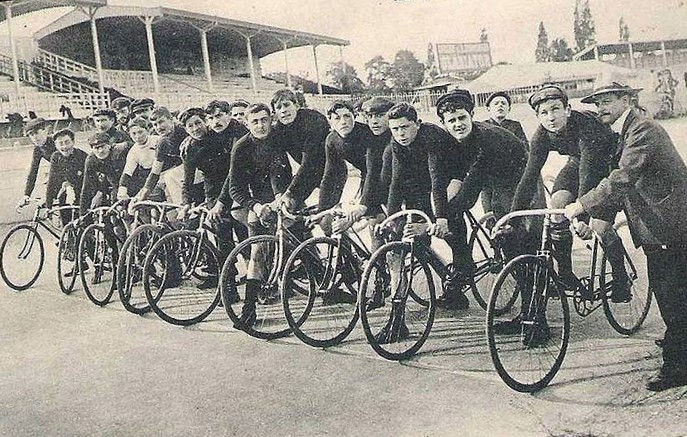
Le vélodrome du Parc des Princes

| Stade vélodrome Auguste-Delaune                        | Reims                  | Marne                | 1934               | 2000                    | 49° 14′ 50″ N, 4° 01′ 29″ E        | enrobé                           | 400 m ; 6,62 m                                              | Grand Prix de Reims (1935-1995) Championnat de France de poursuite (1941, 1947) Championnat de France de vitesse (1942, 1949) Championnat de France de demi-fond (1945, 1965, 1974 et 1975) 32e Tour de France 1938 (19e étape) 36e Tour de France 1949 (1re étape) 38e Tour de France 1951 (1re étape) 60e Tour de France 1973 (3e étape) |

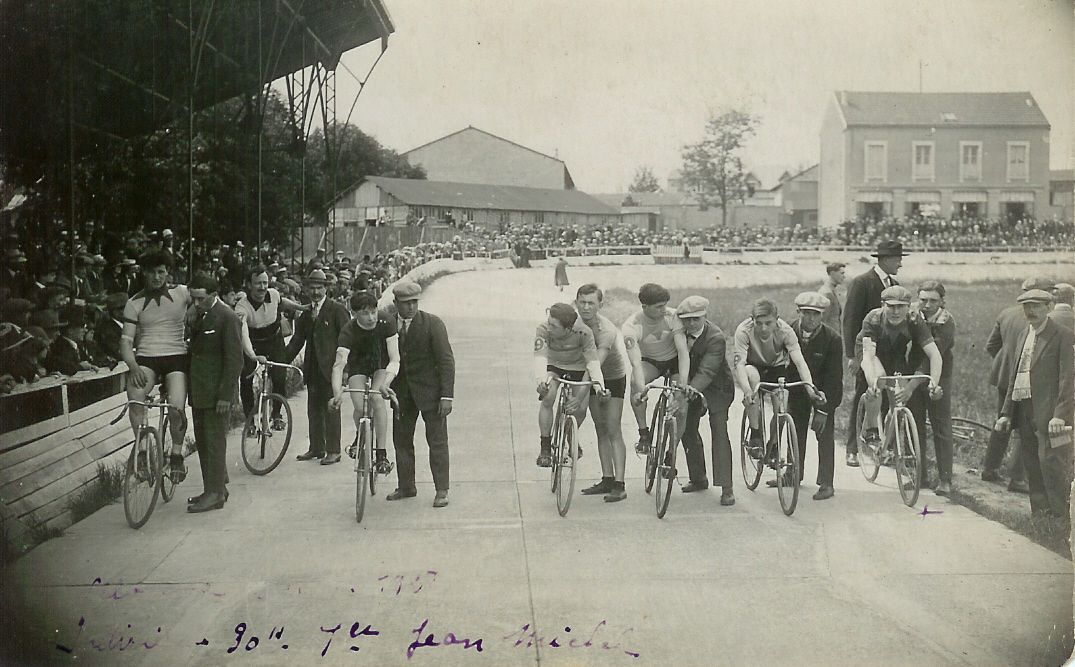
Vélodrome de la Haubette, Reims en 1927

| Vélodrome de Rouen                                     | Rouen                  | Seine-Maritime       | 1893               | 1965                    |                                    | ciment                           | 333 m ; x m                                                 | |
| Vélodrome de Beaufeuillage                             | Saint-Brieuc           | Côtes-d'Armor        | 1927               | 1992                    |                                    | ciment                           | 400 m ; 6 m                                                 | championnats de France 1975 |
| Vélodrome de Saint-Pierre-d'Oléron,                    | Saint-Pierre-d'Oléron  | Charente-Maritime    | [[]]               | [[]]                    |                                    |                                  | x m ; x m                                                   | |
| Vélodrome d'hiver de Saint-Étienne                     | Saint-Étienne          | Loire                | 1er juin 1925      | 1961                    |                                    |                                  | x m ; x m                                                   | |
| Vélodrome du Plessis                                   | Saint-Nazaire          | Loire-Atlantique     | [[]]               | 1997                    |                                    | ciment                           | 250 m ; 7 m                                                 | |
| Vélodrome de Sallaumines                               | Sallaumines            | Pas-de-Calais        | [[]]               | Seconde Guerre mondiale |                                    |                                  | x m ; x m                                                   | |
| Vélodrome de Saumur                                    | Saumur                 | Maine-et-Loire       | 1894               | [[]]                    |                                    | ciment                           | 333 m ; x m                                                 | |
| Vélodrome municipal de Sedan                           | Sedan                  | Ardennes             | [[]]               | [[]]                    |                                    | ciment                           | 300 m ; 4,90 m                                              | |
| Vélodrome de la Côte d'Argent                          | Talence                | Gironde              | 1913               |                         | 44° 48′ 46″ N, 0° 34′ 40″ O        |                                  |                                                             | |
| Vélodrome du Chêne-Vert                                | Tarbes                 | Hautes-Pyrénées      | 1910               | [[]]                    |                                    |                                  | 333 m ; x m                                                 | |
|                                                        | Tarbes                 | Hautes-Pyrénées      | 1904               | [[]]                    |                                    | terre battue                     | x m ; x m                                                   | |
| Vélodrome du Bazacle                                   | Toulouse               | Haute-Garonne        | [[]]               | vers 1950               | 43° 36′ 04″ N, 1° 25′ 42″ E        | ciment                           | 250 m ; x m                                                 | 3e étape du Tour de France 1903 Six Jours de Toulouse |
| Vélodrome du Stadium                                   | Toulouse               | Haute-Garonne        | 1949               | 1984                    | 43° 34′ 47″ N, 1° 26′ 02″ E        | ciment                           | 466,84 m ; 7 m en virage et 11,77 m en ligne droite         | |
| Vélodrome Victor-Lefèvre                               | Tours                  | Indre-et-Loire       | 1896               | [[]]                    |                                    |                                  | x m ; x m                                                   | |
|                                                        | Valence                | Drôme                | 1895               | [[]]                    |                                    | ciment                           | 333 m ; x m                                                 | |
| Vélodrome du Stade Nungesser                           | Valenciennes           | Nord                 | 1924               | 1992                    | 50° 20′ 44″ N, 3° 31′ 37″ E        | ciment                           | 481,85 m ; 5,40 m ; 25°                                     | |
|                                                        | Vandœuvre-lès-Nancy    | Meurthe-et-Moselle   | 1906               | [[]]                    |                                    |                                  | x m ; x m                                                   | |
|                                                        | Vernon                 | Eure                 | [[]]               | années 1950             |                                    | ciment                           | 180 m ; x m                                                 | |
| Vélodrome Louis-Darragon                               | Vichy                  | Allier               | 1920               | années 1980             |                                    | ciment rose                      | 500 m ; 7,50 m                                              | |